# حسین‌آباد جنگل (میان‌جلگه)
حسین‌آباد جنگل، روستایی در دهستان غزالی بخش مرکزی شهرستان میان‌جلگه در استان خراسان رضوی ایران است.

## جمعیت
بر پایه سرشماری عمومی نفوس و مسکن در سال ۱۳۹۵، جمعیت این روستا برابر با ۵۹۶ نفر (۱۷۴ خانوار) بوده است.